# 山田菊男
山田 菊男（やまだ きくお、1928年1月3日 - 2004年12月14日）は、日本の実業家。三菱石油社長・会長を歴任。

## 経歴
- 1928年1月 福岡県生 クラレ専務取締役を務めた松田俊男は兄
- 1945年 福岡県中学修猷館卒業
- 1950年3月 慶應義塾大学法学部政治学科卒業
  - 4月 三菱石油入社
- 1973年11月 三菱石油高松支店長
- 1979年6月 同社東京支店長
- 1981年6月 同社取締役
- 1985年6月 同社常務取締役
- 1988年6月 同社副社長
- 1989年6月 同社社長
- 1994年6月 同社会長
- 1997年2月 同社相談役